# Uwe Sielert
Uwe Sielert (* 3. November 1949 in Witten) ist ein deutscher Erziehungswissenschaftler und Sexualpädagoge. Er arbeitete an der wissenschaftlichen Weiterentwicklung, institutionellen Verankerung sowie der Gestaltung von Aus- und Fortbildungsmöglichkeiten von Sexualpädagogik und sexueller Bildung.

## Leben
Uwe Sielert studierte von 1970 bis 1974 an der Technischen Universität Dortmund und Ruhr-Universität Bochum Pädagogik, Psychologie und Soziologie und legte an der Universität Dortmund die Prüfung zum Diplom-Pädagogen ab. Im Jahr 1977 wurde Sielert dort mit einer Dissertation über Mitarbeiter in der außerschulischen Jugendarbeit unter Betreuung von Siegfried Keil und Konrad Pfaff promoviert.
Er arbeitete von 1974 bis 1989 an der TU Dortmund in dem von Siegfried Keil und Rita Süssmuth gegründeten Institut für Sozialpädagogik, 1980 unterbrochen von einer DAAD-Gastdozentur an der Freien Universität Amsterdam. Er habilitierte sich 1982 an der TU Dortmund über „Zwischen Basisdemokratie und staatlichem Zugriff – Soziale Arbeit in den Niederlanden“.
Von 1989 bis 1992 arbeitete Sielert bei der Bundeszentrale für gesundheitliche Aufklärung in Köln und von 1992 bis 2017 als Professor für Pädagogik mit Schwerpunkt Sozialpädagogik am Institut für Pädagogik der Christian-Albrechts-Universität zu Kiel.
Er war Mitglied in zahlreichen Kommissionen, so z. B. im Deutschen AIDS-Rat, der Ad-hoc-Kommission „Sexualität, Gewalt und Pädagogik“ der Deutschen Gesellschaft für Erziehungswissenschaft und in der AG III „Forschung und Ausbildung“ des Runden Tischs gegen Sexuellen Kindesmissbrauch. Er arbeitete als Mitglied in der Ad-hoc-Kommission „Sexualethik“ der Evangelischen Kirche in Deutschland und ist immer noch wissenschaftlicher Beirat des freien Instituts für Sexualpädagogik (isp). Sielert war Gründungsmitglied und im Vorstand der Gesellschaft für Sexualpädagogik sowie im erweiterten Vorstand der Deutschen STI-Gesellschaft (DSTIG).
Sielert gestaltete maßgebend universitäre Ausbildungsmodule zur Sexualpädagogik in der Pädagogenausbildung der CAU Kiel und nach seiner Pensionierung im Masterstudiengang Sexualwissenschaft der Medical School Hamburg (MSH), an der er als externer Dozent tätig ist.
Sielert ist außerdem gemeinsam mit Frank Herrath Autor der Texte von Zeig mal mehr, der zweite Band der äußerst erfolgreichen, umstrittenenen Aufklärungsbuch-Reihe mit Fotografien von Will McBride, dessen erster Band Zeig mal! 1974 erschien.

## Forschung
Sielert stärkte mit seinen Studien zur Sozialpädagogik die Professionalisierungsbemühungen außerschulischer Handlungsfelder und konzentrierte seine Forschung anschließend auf die geschlechtsbewusste Jungen- und Männerarbeit. Er kommentiert den Theoriediskurs der 1990er Jahre bis heute im Praxishandbuch Jungenarbeit. Sein darauf folgender didaktischer Forschungsschwerpunkt bezog sich auf eine diversitätsbewusste Sozialpädagogik und ihre Umsetzung in Hochschulstudiengängen.
Sielert leitete das vom BMBF von 1980 bis 1982 finanzierte Forschungsprojekt über „alternative Jugendhilfe in den Niederlanden“, aus dem wesentliche Impulse durch Rita Süssmuth als Ministerin für Jugend, Frauen, Senioren und Gesundheit bei der Reform der Jugendhilfe in Deutschland berücksichtigt wurde (Sielert 1984).
Um die „geistig-moralische Wende“ der Bundesregierung unter Helmuth Kohl auch sexualpädagogisch zu vollziehen, sperrte das zuständige Ministerium die bis 1982 von der BZgA vertriebenen Materialien zur emanzipatorischen Sexualerziehung „Betrifft: Sexualität“ und erteilte dem Institut für Sozialpädagogik der TU Dortmund den Auftrag, neue Materialien für die außerschulische Jugendarbeit zu erstellen. Uwe Sielert rekapitulierte unter der Leitung von Siegfried Keil von 1984 bis 1988 mit einem interdisziplinären Projektteam den sexualpädagogischen Forschungsstand, erarbeitete und erprobte zusammen mit Bildungsreferenten aus den wichtigsten Jugendverbänden ein umfangreiches „Curriculum zur sexuellen Bildung für die außerschulische Jugendarbeit“. Neben der Veröffentlichung zentraler didaktischer Inhalte bei Beltz (Keil, Sielert u. a. 1993) bildete das Curriculum die Basis für das Dortmunder Institut für Sexualpädagogik (isp) als Fortbildungseinrichtung.
Nach der Berufung zum Professor für Pädagogik nach Kiel setzte Sielert die curriculare Bildungsarbeit zur Sexualpädagogik fort und leitete von 1994 bis 1997 das Bund-Länder-Modellprojekt „Sexualpädagogik in der universitären Ausbildung – Erarbeitung eines Ausbildungscurriculums“ sowie von 1997 bis 1999 das Modellprojekt „Situationsanalyse zur Sexualpädagogik in den Fachschulen für Sozialpädagogik und Berufsfachschulen in Schleswig-Holstein“, gefördert von der BZgA Köln. (Sielert/Valtl, 1993) Es entstand die Abteilung für Sexualpädagogik im Institut für Pädagogik der Universität Kiel mit zahlreichen Studienangeboten.
Sielert engagierte sich nach Bekanntwerden der Missbrauchsskandale in staatlichen und kirchlichen Bildungseinrichtungen in der Förderlinie des BMBF gegen sexualisierte Gewalt und setzte sich dafür ein, dass fünf Juniorprofessuren an deutschen Hochschulen eingerichtet wurden. Für die Universität Kiel konnte Sielert die Juniorprofessur mit Schwerpunkt „Sexualpädagogik und Gewaltprävention“  einwerben und leitete das Projekt von 2013 bis 2019 zusammen mit Anja Henningsen. Einzelne Teilprojekte und eine von Sielert erstellte internationale Metaanalyse versuchte die Bedeutung von Sexualpädagogik und sexueller Bildung für die Prävention sexualisierter Gewalt nachzuweisen.
Sielert gründete seine forschungsbasierten Theorien und Konzepte auf der Basis der als kritisch-reflexiv weiterentwickelten (neo)emanzipatorischen Erziehungswissenschaft und der kritischen Sexualwissenschaft. Sexualpädagogik definiert er als die wissenschaftliche Disziplin zur kritischen Betrachtung verschiedener Handlungstheorien der Sexualerziehung und sexuellen Bildung. Bekannt geworden ist Sielert mit seiner Definition von Sexualität „als allgemeine auf Lust bezogene Lebensenergie, die sich des Körpers bedient, aus vielfältigen Quellen gespeist wird, ganz unterschiedliche Ausdrucksformen kennt und in verschiedener Hinsicht sinnvoll ist.“ Sielert tritt ein für eine ‚Sexualpädagogik der Vielfalt‘, die in jedem Lebensalter altersangemessen gestaltet werden solle.

## Rezeption
In einem Artikel von Christoph Raedel und Theresa Hennighausen in der Reihe „Forum Ethik“ wird kritisiert, dass Uwe Sielert und andere sogenannte „Sexualpädagogen der Vielfalt“ zwar Methoden und einige Forderungen des pädokriminellen Sexualpädagogen Helmut Kentlers kritisieren würden, sich aber inhaltlich „ungebrochen in die Tradition der dahinterliegenden Überzeugungen“ stellen. So teile Sielert Kentlers Grundthese, dass „Kinder als sexuelle Wesen“ wahrgenommen werden sollten, und dass es wichtig sei, bereits im Kleinkindalter die „Sexualentwicklung von Kindern kreativ zu fördern“, ohne dies wissenschaftlich zu begründen und ohne das Missbrauchspotential ausreichend zu berücksichtigen.
In der Tagespost wird der Sexualwissenschaftler Jakob Pastötter, Präsident der Deutschen Gesellschaft für Sozialwissenschaftliche Sexualforschung, mit den Worten zitiert, dass „die Kernthese der Sexualpädagogik Sielerts dieselbe wie die Kentlers“ sei, „dass Menschen sexuelle Wesen von Kindheit an seien“ und „dass sie auch die gezielte Förderung von Erwachsenen brauchen, um diese Sexualität für sich zu entdecken“.
Sielerts Eintreten für eine sogenannt „lustfreundliche“, aber vor sexueller Gewalt warnende sexuelle Bildung von Kindern, Jugendlichen und Erwachsenen, inklusive der Anerkennung vielfältiger sexueller Identitäten, entspringt der Vorstellung einer Sexualerziehung als „sexuelle Bildung“. Diese sei laut Sielert nicht nur Aufgabe der Familie, sondern auch der öffentlichen Bildungseinrichtungen. Jede sexualerzieherische Didaktik habe dabei den rechtlichen und situativen Kontext zu bedenken und sei der Mündigwerdung der jeweiligen Zielgruppe verpflichtet.
Kritiker dieser Auslegung von öffentlicher Sexualerziehung kritisieren darin die Einmischung von Pädagogen in das Erziehungsrecht der Familien und die Gefährdung der Intimitätsrechte von Kindern und Jugendlichen. So schreibt der österreichische Psychiater und psychotherapeutische Mediziner Christian Spaemann, Sielert wolle die sexuelle Erregung von Kindern in den Sexualkundeunterricht einbeziehen. Sielert entstamme der Schule der „neoemanzipatorischen Sexualpädagogik“ der siebziger Jahre des letzten Jahrhunderts, die davon ausgehe, dass „Sexualität vom Säuglingsalter an eine außerhalb von Bindungskontexten aktiv zu fördernde, allgemeine Lebensenergie“ sei. Diese Sichtweise auf Sexualität sei aber laut Spaemann entwicklungspsychologisch nicht haltbar. Sielerts Sexualpädagogik ginge es nicht um eine „auf Sexualität bezogene Bildung“, bei der intime Inhalte als Sachfragen behandelt würden, sondern um sogenannte „sexuelle Bildung“ in Form einer „Anleitung zu sexuellen Erfahrungen“.
Die Sexualpädagogin Karla Etschenberg schreibt in der Zeitung Die Presse, dass sich insbesondere in den „Praxisbüchern“ der von Sielert vertretenen Sexualpädagogik „problematische Konzepte“ verbergen würden, die Kinder „entweder restriktiv indoktrinieren oder aber vom Säuglingsalter an sexualisieren, indem sie sie zu sexuellen Aktivitäten ermuntern und in die Welt der Erwachsenensexualität hineinziehen“. Positive Wirkungen von spezifisch sexualpädagogischen Methoden auf die sexuelle Biografie von Menschen seien „weder empirisch noch theoretisch belegt“, und das „frühe Voraussetzen einer vermeintlichen Fähigkeit zur sexuellen Selbstbestimmung“ sei in gewissen
Altersphasen noch nicht gegeben. Auch die von Sielert vorgeschlagenen Herangehensweisen zum Schutz vor Missbrauch würden „letztendlich sogar übergriffiges Verhalten untereinander und von Erwachsenen erleichtern“.
Auch die Psychotherapeutin Tabea Freitag kritisiert, dass die sogenannte „Sexualpädagogik“ gemäß Sielert Kinder möglichst früh zu sexuell lustvollen Erfahrungen anregen solle. Außerdem ginge es Sielert um ein Aufbrechen gesellschaftlich heterosexuell normierender Dominanzkultur, also sogenannter Heteronormativität. Das bejahte Sielert und meinte, dass „Heterosexualität, Kernfamilie und Generativität zu entnaturalisieren“ seien, was weitere mediale Kritik auslöste.
Sielerts wissenschaftliches und gesellschaftliches Engagement fand Resonanz auf verschiedenen Fachebenen und in der Praxis sexueller Bildung innerhalb der Bundesrepublik und im deutschsprachigen Ausland.
In einer Festschrift zu seinem 60. Geburtstag von Renate-Berenike Schmidt „Vielfalt wagen“ von 2009, schrieb in einem Beitrag Frank Herrath, ein Weggefährte Sielerts, Helmut Kentler sei der „väterliche Freund von Uwe Sielert“ gewesen. Laut Sielert gehe diese Beschreibung auf eine informelle Bemerkung Kentlers zurück, er habe die ihm wichtige emanzipative Sexualpädagogik aufgenommen und weitergeführt. Es habe aber kein konkreter Arbeitszusammenhang und auch keine persönliche Freundschaft zwischen Sielert und Kentler bestanden, und ihm sei zu diesem Zeitpunkt die Haltung Kentlers zur Pädophilie nicht bekannt gewesen.
Nach Bekanntwerden des sogenannten „Berliner Experiments“ Kentlers mit pädophilen Pflegestellen distanzierte sich Sielert deutlich von dessen Aktivitäten. Er engagierte sich bei der Aufarbeitung von sexualisierter Gewalt auch zu den Verfehlungen Kentlers und der Formulierung von berufsethischen Standards im Rahmen der Gesellschaft für Sexualpädagogik. Er plädiert dabei für eine Prävention sexualisierter Gewalt durch „sexuelle Bildung“, die zu einer „sexpositiven Sexualkultur“ führen solle.
Jeanette Windheuser schreibt in „Die Bedeutung von sexualpädagogischen Vorstellungen für die strukturelle Begünstigung von sexualisierter Gewalt“ 2023 über Sielerts Handbuchartikel „Sexualpädagogisch-geschichtliche Perspektiven auf sexualisierte Gewalt“, dass er darin zwar Helmut Kentler als pro-pädophilen Akteur (benenne), dessen Bedeutung bzw. die Bedeutung seiner Positionen in der Sexualpädagogik jedoch nicht analysiere. Sielerts Beschreibung einer Interaktionsübung als „grenzüberschreitende Liebesabenteuer mit Jungpfarrern“ kritisiert sie als „abwehrende bis beschönigende Haltung gegenüber der Klärung der Verantwortung der eigenen Profession und Disziplin im Verhältnis zu propädophilen Positionen“.

## Schriften
- Vom Protest zur politisierenden Selbsthilfe, Modelle alternativer Jugendhilfe in den Niederlanden. 191 S., Extrabuch-Verlag, Frankfurt 1984
- Zeig mal mehr! Aufklärungsbuch, mit Fotografien von Will McBride und Texten von Frank Herrath und Uwe Sielert, Verlag Weinheim, Basel Beltz 1988, ISBN 978-3-407-85089-8
- Zwischen Basisbewegung und staatlichem Zugriff – Sozialpädagogik und Sozialarbeit in den Niederlanden. Campus-Verlag, Frankfurt 1985, ISBN 3-593-33489-5.
- Jugendsexualität zwischen Lust und Gewalt. Peter Hammer, Wuppertal 1990, ISBN 3-87294-418-5.
- mit Frank Herrath: Lisa & Jan. Ein Aufklärungsbuch für Kinder und ihre Eltern. 1991, ISBN 3-407-83111-0.
- Sexualpädagogische Materialien für die Jugendarbeit in Freizeit und Schule. Beltz, Weinheim 1993, ISBN 3-407-55761-2.
- mit Karl-Heinz Valtl: Sexualpädagogik lehren: Didaktische Grundlagen und Materialien für die Aus- und Fortbildung. Beltz, Weinheim 2000, ISBN 3-407-55835-X.
- Jungenarbeit – Praxishandbuch für die Jugendarbeit Teil 2. Juventa, Weinheim 2005, ISBN 3-7799-0261-3.
- Sexualpädagogik weiter denken. Postmoderne Entgrenzungen und pädagogische Orientierungsversuche. Juventa, Weinheim 2004, ISBN 3-935596-59-6.
- Kompetenztraining Pädagogik der Vielfalt. Juventa, Weinheim 2009, ISBN 978-3-7799-2137-0.
- E-Learning und Sexualpädagogik. Köln 2010, ISBN 978-3-937707-69-3.
- Sielert, Uwe; Schmidt, Renate-Berenike (Hrsg.) (2012): Lehrbuch “Sexualpädagogik” Bildungsverlag EINS, Köln.
- Handbuch Sexualpädagogik und Sexuelle Bildung. Juventa, Weinheim 2013, ISBN 978-3-7799-0791-6
- Einführung in die Sexualpädagogik. Beltz, Weinheim, 3. Erweiterte Auflage  2015
- mit Renate-Berenike Schmidt (Hrsg.) (2013): Handbuch Sexualpädagogik und Sexuelle Bildung, Juventa, Weinheim, 2. erweiterte Auflage.
- mit Renate-Berenike Schmidt, Anja Henningsen (Hrsg.) (2017): Gelebte Geschichte der Sexualpädagogik. Weinheim: BELTZJuventa
- mit Maika Böhm, Frank Herrath, Elisa Kopitzke (Hrsg.) (2022) 2. Aufl.: Praxishandbuch Sexuelle Bildung Erwachsener. Weinheim/Basel: BELTZJuventa.
- mit Anha Henningsen (Hrsg.) (2022): Praxishandbuch Sexuelle Bildung, Prävention sexualisierter Gewalt und Antidiskriminierungsarbeit: wertvoll – divers – inklusiv. Weinheim/Basel: BELTZJuventa.